# David Cienciala
David Cienciala [činčiała] (* 1. prosince 1995 Třinec) je český hokejista hrající v klubu HC Oceláři Třinec. Hraje na postu centra nebo pravého křídla. V sezóně 2018/2019 získal mistrovský titul s týmem HC Oceláři Třinec.

## Hráčská kariéra
Statistiky David Cienciala
- 2008/2009 HC Oceláři Třinec – 8. tř., HC Ocelaři Třinec – 7. tř.
- 2009/2010 HC Oceláři Třinec – MDO (E), HC Oceláři Třinec – 8. tř.
- 2010/2011 HC Oceláři Třinec – SDO (E), HC Oceláři Třinec – MDO (E)
- 2011/2012 HC Oceláři Třinec – SDO (E)
- 2012/2013 Lukko Rauma – U18 (Finsko)
- 2013/2014 Lukko Rauma – U20 (Finsko)
- 2014/2015 HC Oceláři Třinec ELH
- 2015/2016 HC Oceláři Třinec ELH, HC Frýdek-Místek (střídavé starty) 2015/2016 (skupina východ)
- 2016/2017 HC Frýdek-Místek (střídavé starty) 1. liga
- 2017/2018 HC Oceláři Třinec ELH
- 2018/2019 HC Oceláři Třinec ELH
- 2019/2020 BK Mladá Boleslav ELH
- 2020-2021 BK Mladá Boleslav ELH
- 2021-2022 HC Dynamo Pardubice ELH
- 2022-2023 HC Dynamo Pardubice ELH
- 2023-2024 HC Dynamo Pardubice, HC Oceláři Třinec ELH
- 2024/2025 HC Oceláři Třinec ELH
- 2025/2026 HC Oceláři Třinec ELH

## Zajímavosti
- Premiéru v extralize odehrál 19.9.2014 v sezóně 2014/2015 v duelu 4. kola proti HC Vítkovice Steel
- David Cienciala 3. 12. 2017 v utkání proti HC Škoda Plzeň odehrál své 100. utkání v extralize a zároveň za HC Oceláři Třinec.
- David Cienciala dne 25. 3. 2018 v domácím utkání proti HC Dynamo Pardubice nasbíral 7 asistencí (7 utkání čtvrtfinále). Třinec vyhrál 8:1 Zde. [1]